# Marquinhos Pedroso
Pour les articles homonymes, voir Marquinhos (homonymie).
Marcos Garbellotto Pedroso, plus couramment appelé Marquinhos Pedroso, né le 4 octobre 1993 à Tubarão au Brésil, est un footballeur brésilien. Il joue au poste d'arrière droit.

## Biographie
De 2012 à 2016, il évolue au Brésil, disputant notamment 70 matchs en Serie A, pour deux buts inscrits. Il participe également à la Copa Sudamericana (trois matchs joués).
En janvier 2017, il rejoint l'Europe et le club turc de Gaziantepspor. Il joue avec cette équipe 16 matchs en première division, inscrivant un but. Il est ensuite transféré en Hongrie, au Ferencváros, club avec lequel il joue 23 matchs en première division.
En juillet 2018, il retourne en Amérique, s'engageant avec le club de Major League Soccer du FC Dallas. Il joue 13 matchs en MLS lors de sa première saison avec ce club.